# Antonio Dominici
Antonio Dominici (* 14. März 1737 in Palermo; † November 1794 in Neapel) war ein Maler des Klassizismus in Neapel.

## Leben
In jungen Jahren kam Dominici nach Neapel, wo er nach seiner Ausbildung bei Francesco Solimena ab 1755 an der Accademia del Disegno in Neapel tätig war.
1757 wurde er auf Empfehlung des Bildwirkers Pietro Duranti als Entwurfszeichner in die königliche Gobelinmanufaktur berufen. Gemeinsam mit Duranti und Giuseppe Bonito arbeitete er an Entwürfen an einer Folge von 30 Teppichen mit der Geschichte des Don Quijote. Später arbeitete er mit Francesco de Mura am Hof der bourbonischen Vizekönige als Porträtist und Dekorationsmaler für die Paläste der Bourbonen.
Zwei seiner Gehilfen waren Elia Interguglielmi und Crescenzio La Gamba.

## Werke (Auswahl)
- Speisesaal im Palast von Caserta: Fresko „Allegorie des Frühlings“ (1779) und „Bacchus und Ariadne“
- Chiostro di S. Agostino (Caserta): Fresken in der Klosterkirche
- Palazzo Reale, Gran Sala des Hoftheaters (Teatro di Corte) in Neapel: Fresken (zusammen mit Crescenzio La Gamba)